# Pseudophoxinus handlirschi
Pseudophoxinus handlirschi é uma espécie de peixe actinopterígeo da família Cyprinidae.
Apenas pode ser encontrada na Turquia.
O seu habitat natural é: lagos de água doce.